# Charaf-Eddine Amara
Charaf-Eddine Amara (en arabe : شرف الدين عمارة), né le 11 février 1965 à Tébessa, est un homme d'affaires et dirigeant de football algérien. 
Il a été élu président de la Fédération algérienne de football (FAF) en remplacement de Kheïreddine Zetchi le 15 avril 2021 et a démissionné de son poste le 31 mars 2022.

## Biographie

### Carrière managériale

#### Président du Chabab Riadhi de Belouizdad (CRB)
Charaf‑Eddine Amara est président du conseil d’administration du club CR Belouizdad depuis que Madar Holding en est devenu l’actionnaire majoritaire (67 % du capital) en octobre 2018. Il a assuré le pilotage stratégique du club jusqu’à fin 2021, date à laquelle un nouveau président (Mohamed Belhadj) a pris le relais.

#### Président‑Directeur Général de Madar Holding
Il est président-directeur général de la holding publique algérienne Madar Holding (Management et Développement des Actifs et des Ressources), détenue à 100 % par l’État algérien, en tant que PDG, avec des responsabilités sur l’ensemble des secteurs d’activité du groupe.

#### Président de la Fédération algérienne de football (FAF)
Amara a été élu président de la FAF le 15 avril 2021, lors de l’Assemblée générale élective, en remplacement de Kheïreddine Zetchi. Il a ensuite annoncé sa démission le 31 mars 2022, suite à l’élimination de l’équipe nationale dans les qualifications pour la Coupe du monde 2022.